# Carga inalámbrica conductiva

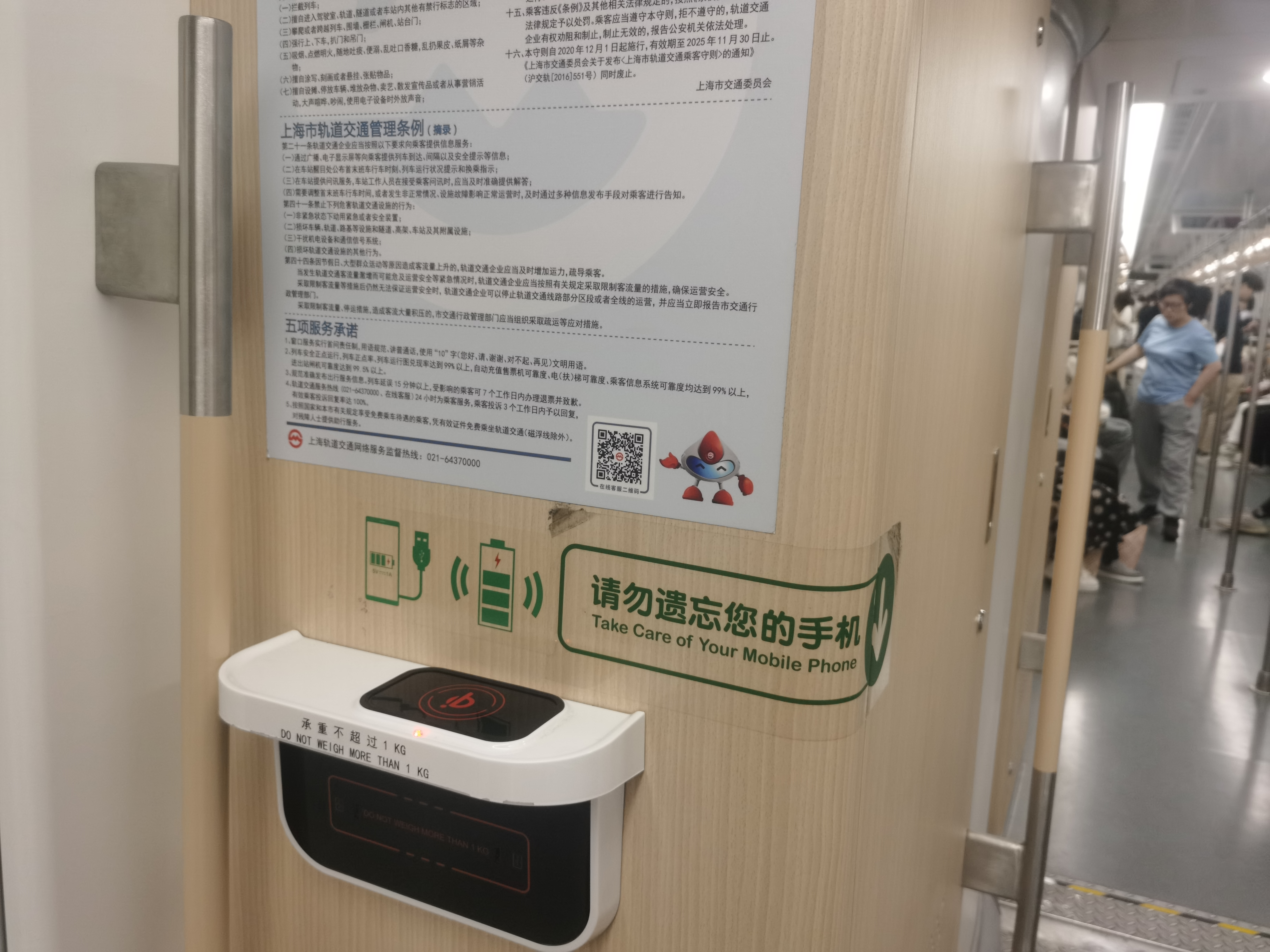
Área de carga inalámbrica

La carga inalámbrica conductiva, o simplemente carga conductiva, emplea la transferencia de electricidad conductiva para eliminar los cables entre el cargador y el dispositivo de carga. Requiere el uso de un tablero de recarga como transmisor para entregar la electricidad, y de un dispositivo a recargar, con receptor incorporado, para recibir la electricidad.  Una vez que el tablero de carga reconoce el receptor válido, comienza la carga.
La transferencia de electricidad  conductiva utiliza un conductor para conectar dos dispositivos electrónicos, en orden a enviar la energía. No es por tanto no una forma de transferencia de electricidad inalámbrica, que explícitamente no utiliza conductores. 
En el área de cargadores de teléfonos celulares (o móviles) , los teléfonos están equipados con un anexo como una manga que, cuándo se coloca en el tablero de carga, transfiere energía a la batería del teléfono.

## Vehículos eléctricos

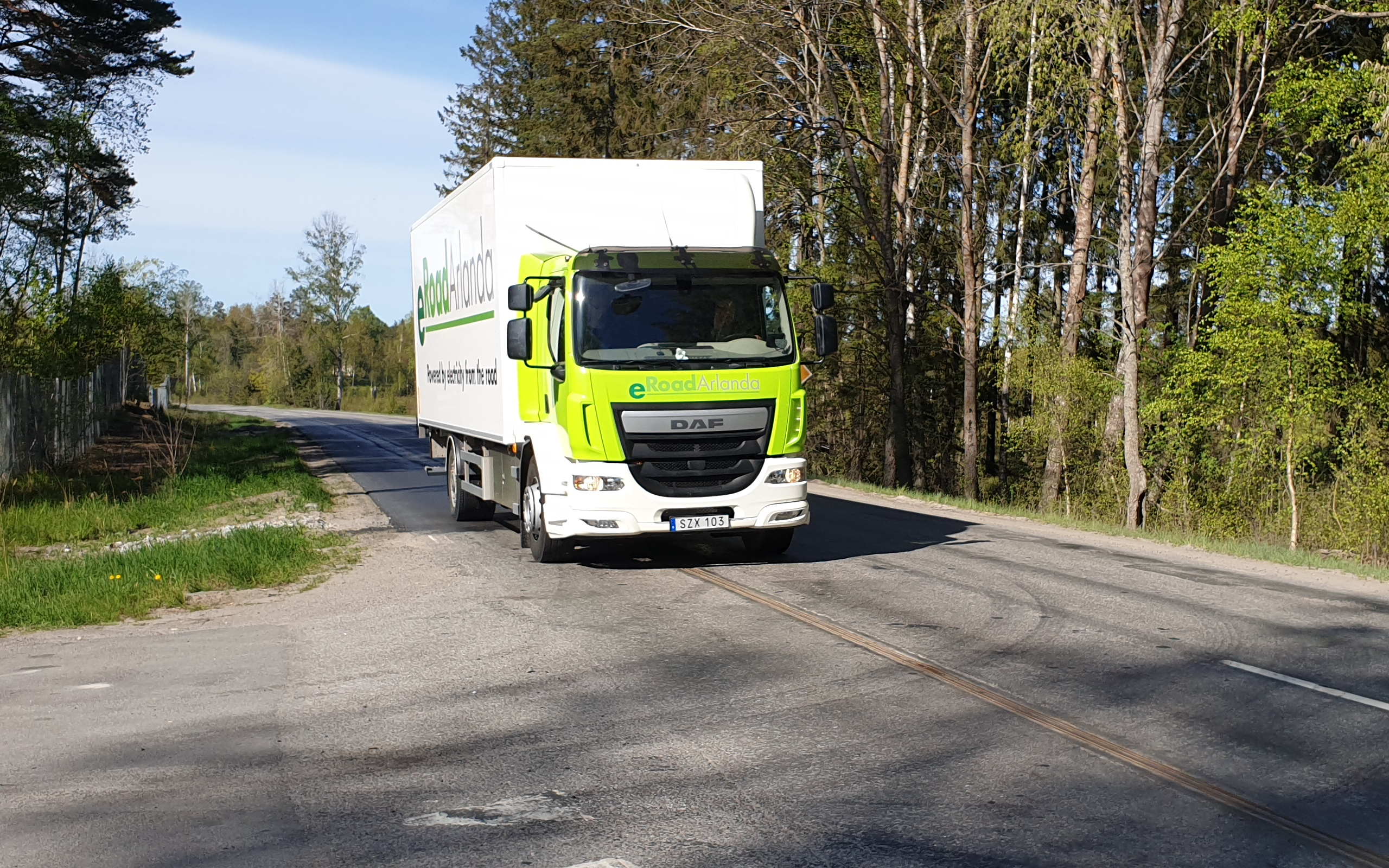
Un camión eléctrico circulando por una carretera que utiliza la tecnología de carga inalámbrica conductiva de Elways con una fuente de alimentación por el suelo, formando parte del proyecto decarretera eléctrica eRoadArlanda, cerca del aeropuerto de Arlanda, Suecia.

Honda estudia la carga-en-movimiento para la conducción entre rodillos del vehículo y la energía de la carretera, con 100 kW de potencia  (DC 375 V, 300 A) a una velocidad de vehículo de 70 km/h, y posiblemente más alta.
Los científicos de Stanford han desarrollado una inalámbrica entrega de electricidad a objetos movibles, la tecnología que podría un día cargar los vehículos eléctricos y dispositivos personales.